# Trójkąty podobne

Trójkąty podobne

Trójkąty podobne – dwa trójkąty, których odpowiednie boki są parami proporcjonalne, tzn. gdy można dobrać oznaczenia dla wierzchołków w pierwszym i drugim trójkącie odpowiednio: {\displaystyle A,B,C} oraz {\displaystyle A',B',C'} tak, aby
{\displaystyle {\frac {A'B'}{AB}}={\frac {B'C'}{BC}}={\frac {C'A'}{CA}}=s,}
gdzie {\displaystyle s} jest pewną {\displaystyle (s\neq 0)} liczbą zwaną skalą podobieństwa trójkąta {\displaystyle \Delta A'B'C'} względem {\displaystyle \Delta ABC.}
Jest to szczególny przypadek podobieństwa dwóch figur.
Podobieństwo trójkątów o ustalonych nazwach wierzchołków symbolicznie zapisujemy {\displaystyle \Delta A'B'C'\sim \Delta ABC} i czytamy, że {\displaystyle \Delta A'B'C'} jest podobny do {\displaystyle \Delta ABC.}
Oczywiście tak zdefiniowane podobieństwo trójkątów jest relacją między dwiema figurami niezależną od sposobu i kolejności oznaczania ich wierzchołków. Czyli jeśli {\displaystyle \Delta A'B'C'\sim \Delta ABC,} to także np. {\displaystyle \Delta B'A'C'\sim \Delta ACB} oraz {\displaystyle \Delta C'B'A'\sim \Delta BCA.} Oznacza to, że w napisie {\displaystyle \Delta A'B'C'} układ liter {\displaystyle A'B'C'} wygodnie jest rozumieć jako zbiór wierzchołków, a nie uporządkowany ciąg wierzchołków.
W ujęciu kleinowskiej teorii niezmienników grupy podobieństw problem (pozornie) upraszcza się, bowiem tam postuluje się istnienie pewnego podobieństwa (czyli funkcji) przenoszącego jeden trójkąt na drugi i wierzchołki obu trójkątów nie muszą być oznaczane.
Relacja podobieństwa w zbiorze trójkątów jest równoważnością.
Jeśli trójkąty są podobne, to:
- wszystkie szczególne odcinki jednego trójkąta (wysokości, środkowe, odcinki dwusiecznych, promienie kół: opisanego i wpisanego itp.) są proporcjonalne do odpowiednich odcinków drugiego trójkąta w tej samej skali {\displaystyle s,}
- stosunek ich pól jest równy kwadratowi skali podobieństwa.

## Twierdzenia o podobieństwie trójkątów (cechy podobieństwa)
Trójkąty są podobne, jeśli zachodzi którykolwiek z poniższych równoważnych warunków:
1. Cecha bbb (bok-bok-bok) – stosunki długości odpowiednich par boków (z definicji) są równe,
2. Cecha bkb (bok-kąt-bok) – stosunki długości dwóch par boków równe i miary kątów między tymi bokami są równe,
3. Cecha kkk (kąt-kąt-kąt) – zachowane są miary odpowiednich kątów (tu wystarczy równość dwóch par kątów, czyli cecha kk, bo miary kątów trzeciej pary muszą być równe, gdyż suma miar kątów trójkąta jest równa 180°).

## Podobieństwo w innych geometriach
Podobieństwo ze wszystkimi jego własnościami występuje jedynie w geometrii euklidesowej. W geometriach eliptycznej i hiperbolicznej równość odpowiednich trzech kątów oznacza równość odpowiednich boków. Sprowadza się to do przystawania trójkątów. I odwrotnie – dla dowolnych dwóch trójkątów, w których długości boków w jednym są różne, ale proporcjonalne do odpowiednich boków drugiego trójkąta, równości kątów nie są zachowane. Nie będą zachowane także m.in. proporcje wysokości, proporcje środkowych itd.
Ogólnie – podobieństwo jako funkcja zachowująca stosunki odległości dowolnych dwóch punktów w tych geometriach sprowadza się do izometrii.

## Zastosowania
Podobieństwo trójkątów ma liczne zastosowania praktyczne i teoretyczne. Oto kilka z nich.

### Pomiar wysokości piramidy
Według legendy Tales z Miletu wyznaczył wysokość piramidy w Egipcie na podstawie długości cienia rzucanego przez kij, czym wprawił w zdumienie kapłanów. Oto jak mógł tego dokonać.
Ponieważ trójkąty {\displaystyle OAA'} i {\displaystyle OBB'} są podobne zachodzi proporcja: {\displaystyle {\frac {|OA|}{|AA'|}}={\frac {|OB|}{|BB'|}}} skąd {\displaystyle |BB'|={\frac {|AA'|\cdot |OB|}{|OA|}}.}
Znając {\displaystyle |AA'|} – długość kija, mierząc {\displaystyle |OA|} – długość jego cienia i {\displaystyle |OB|} – długość cienia piramidy, natychmiast wyliczamy jej wysokość.
Analogicznie można obliczać wysokość innego wysokiego przedmiotu.
Prawdopodobnie jednak Tales wykorzystał prostszy sposób – wbił w ziemię kij o znanej długości, odczekał do chwili, gdy długość cienia jest równa długości kija, a następnie zmierzył długość cienia rzucanego przez piramidę.

### Pomiar odległości statku od brzegu
Nieco inne rozumowanie pozwala obliczyć odległość statku znajdującego się na horyzoncie.

Z podobieństwa trójkątów {\displaystyle OA'B'} i {\displaystyle OAB} mamy: {\displaystyle {\frac {|OA'|}{|A'B'|}}={\frac {|OA|}{|AB|}},} czyli {\displaystyle {\frac {|x+AA'|}{|A'B'|}}={\frac {x}{|AB|}}} skąd {\displaystyle x={\frac {|AA'|\cdot |AB|}{|A'B'|-|AB|}}.}
Mierząc długości odcinków występujących w tej równości, wyznaczamy {\displaystyle x.}